# Молиндон
Молиндон — типичный антипсихотик, применяемый в терапии шизофрении. Побочные эффекты в целом повторяют эффекты от других подобных лекарств, но, в отличие от них, у принимающих молиндон отмечается потеря веса.